# Gyöngyfa
Gyöngyfa – wieś i gmina w południowej części Węgier.
Administracyjnie Gyöngyfa należy do powiatu Szentlőrinc, wchodzącego w skład komitatu Baranya i jest jedną z 20 gmin tego powiatu.